# John Martinus
John Martinus (født 27. juli 1939 i København, død 17. august 2016 i København) var en dansk skuespiller.
Han havde ingen skuespilleruddannelse, men gjorde sig alligevel gældende i en række rollefag.
Han har optrådt i en lang række revyer, men er også kendt for mange andre typer roller fra bl.a. Betty Nansen Teatret, Aarhus Teater, Amager Scenen, Nørrebros Teater og Det ny Teater.
Mest kendt er han dog vel nok for rollen i tv-serien Matador som Ingeborgs tidligere mand, Holger Jørgensen.

## Filmografi i uddrag
- Rektor på sengekanten – 1972
- Olsen-banden går i krig – 1978
- Mord i mørket – 1986
- Fede tider – 1996
- Idioterne – 1998
- Bænken – 2000
- Drabet – 2005